# 冨吉榮二
冨吉 榮二（とみよし えいじ、1899年7月6日 - 1954年9月26日）は、日本の政治家、農民運動家。衆議院議員（6期）、逓信大臣（芦田内閣）、日本社会党代議士会長、右派社会党顧問などを歴任した。

## 来歴

### 生い立ち
鹿児島県姶良郡清水村郡田（現・霧島市国分郡田）にて、農家の次男として生まれる。生家の跡には「冨吉榮二生誕の地」と記された看板が掲げられている。
郡山尋常小学校、清水高等尋常小学校高等科を経て地元の私立精華学校を卒業した後に上京。遺族によると高等小学校の頃にリューマチに襲われ、その後も身長が伸びずいつも節々を痛がっていたらしい。また、成績が良く本人は旧制鹿児島県立加治木中学校への進学を希望していたが、経済的理由で父親に反対されため地元の学校で学んだ。精華学校卒業後の一時期、横須賀海軍工廠でアルバイトをしながら旧制逗子開成中学校で学んだが放校処分になったといわれており、その後は東京・神田の研数学館で学ぶ。
1920年に研数学館高等科を卒業した後、海軍省に勤めながら作家を目指して作品の投稿を続けたが実らず、見切りをつけて帰郷。帰郷後の1922年に母校・精華学校の数学教師となったが、授業中に社会主義思想の話も頻繁にしたことが校長の怒りを招いたため2年程で辞職することになり、その後は農民運動に従事する。県内で小作争議を指導し、たびたび検挙されたが、次第に農民の支持を集めるようになる。日本農民組合の鹿児島県連合会にて主事を務め、1924年には会長に就任する。

### 政界にて
日本農民組合鹿児島県連合会は、1926年の労働農民党の結成にもかかわるなど、政治運動にも取り組むようになった。1925年の清水村議選挙では小作人側から7人が立候補して5人当選し、冨吉も村議に当選して政界に踏み出した。1927年の鹿児島県会議員選挙では労働農民党の鹿児島支部長として姶良郡区にて立候補し、県議初当選を果たす。1930年の第17回衆議院議員総選挙にも立候補するが落選し、引き続き県会議員を務める。1931年の県議選では落選.
1932年7月の社会大衆党結成に際し、冨吉は鹿児島県連会長に就任。1935年の県議選で社会大衆党公認で立候補して当選し、県会議員に返り咲く。1936年の第19回衆議院議員総選挙では、鹿児島県第2区から立候補して衆議院議員に初当選し、県内初の革新系代議士（無産代議士）となった。1937年の第20回衆議院議員総選挙では鹿児島県第2区でトップ当選した。
1942年の第21回衆議院議員総選挙（いわゆる翼賛選挙）では無所属で出馬し落選した。この選挙では、冨吉は、翼賛政治体制協議会の推薦を得ずに立候補したことから、政府から執拗な弾圧を受けたとして、大審院に選挙無効の訴えを起こし、1945年の終戦前に勝訴、憲政史上初のやり直し選挙が実施された（鹿児島2区選挙無効事件）。
戦後、1946年2月に日本社会党鹿児島県支部連合会を立ち上げ、県連委員長に就任。同年4月の第22回衆議院議員総選挙では鹿児島県全県区に日本社会党から立候補して当選し、その後も第23回、第25回、第26回の総選挙で当選（第23回以降の選挙区は中選挙区制の鹿児島県第2区）。片山内閣では商工政務次官に就任。芦田内閣では逓信大臣として入閣し、鹿児島県の革新系議員では初の大臣かつ鹿児島県内選挙区の選出議員では戦後初の大臣となった。また、社会党では党の代議士会長や文化政策委員長を歴任した。

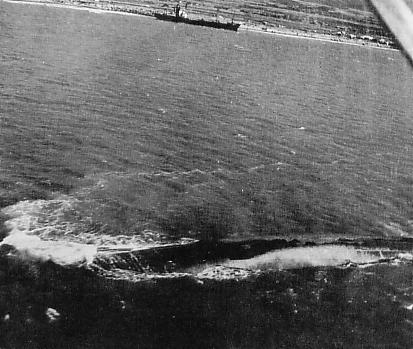
転覆した洞爺丸

1951年の日本社会党の分裂以後は右派社会党に属し中央執行委員や顧問を務めたが、衆議院議員在任中の1954年9月26日、遊説先の北海道から東京への帰途、菊川忠雄と共に乗船した青函連絡船洞爺丸が折からの台風（所謂洞爺丸台風）に遭遇し、函館市七重浜で沈没する海難事故（洞爺丸事故）の為に落命した。55歳没。

## 人物
趣味は和歌で、「南風」という雅号を名乗って歌集も出版している。
相撲が好きで、ある力士の後援会長を務めていたが、その力士が横綱双葉山を破った際、「よくやった。ここで辞めろ。」と電報で知らせた為、その力士は双葉山に勝ったのを機に引退したという逸話がある。